# Shelby County, Texas
Shelby County är ett administrativt område i delstaten Texas, USA, med 25 448 invånare (2010). Den administrativa huvudorten (county seat) är Center. 

## Geografi
Enligt United States Census Bureau så har countyt en total area på 2 161 km². 2 057 km² av den arean är land och 104 km² är vatten.  

### Angränsande countyn
- Panola County – norr
- DeSoto Parish, Louisiana – nordost
- Sabine Parish, Louisiana – öster
- Sabine County – söder
- San Augustine County – söder
- Nacogdoches County – sydväst
- Rusk County – nordväst